# 367 (tal)
367 är det naturliga talet som följer 366 och som följs av 368.

## Inom vetenskapen
- 367 Amicitia, en asteroid.

## Inom matematiken
- 367 är ett udda tal
- 367 är ett primtal
- 367 är ett defekt tal
- 367 är ett lyckotal
- 367 är ett superprimtal